# Maryša (film)
Maryša je česká filmová adaptace stejnojmenné divadelní hry, natočená režisérem Josefem Rovenským v roce 1935.

## Vznik
Jedná se o adaptaci psychologického dramatu nešťastné lásky divadelní hry bratří Mrštíků, jejíž děj je situován do slovácké vsi a patří ke klenotům českého kritického realismu. Dílo bylo velmi populární a filmaři v té době k látce tohoto druhu rádi sahali – zfilmovány byly historické romány Aloise Jiráska, venkovské romány Karla Václava Raise, romány Klostermannovy, Winterovy, Baarovy, Svobodovy, některá díla Čapka-Choda a hry Ladislava Stroupežnického, kupř. Naši furianti.
Původně se mělo jednat o první barevný československý film, proto bylo také vybráno vizuálně velmi přitažlivé Slovácko, ale několik prvních pokusů se nezdařilo a výsledek byl natolik nepřesvědčivý, že se od původního nápadu upustilo a realizovalo se odzkoušené a prověřené klasické černobílé pojetí. K natáčení filmu byl v roce 1935 využit exteriér slovácké vsi Vlčnov. I když je děj původního dramatu situován na Kloboucko, jak se dá lehce usoudit podle nářečí, které Mrštíkové zvolili, filmaři tam nenašli potřebné množství krojů, a i vzhledem k původní ideji vytvořit barevný snímek se proto rozhodli zvolit příhodnější Vlčnov, který je navíc přitahoval množstvím různých velmi malebných lidových staveb a specifických bohatých krojů. K natáčení filmu zapůjčili kroje místní lidé, zvláště vypomohl poštmistr F. Zemek. Poprvé se na Slovácku natáčelo v roce 1933, v prostředí pouti u sv. Antoníčka ve vsi Blatnice pod Svatým Antonínkem. Jednalo se o filmovou operetu Svatopluka Innemanna, která nesla název U svatého Antoníčka a hrály v ní Hana Vítová a Ljuba Hermanová. Vlčnov byl k natáčení vyhledán ještě jednou v roce 1968, kdy zde točil režisér Jaromil Jireš podle stejnojmenného románu Milana Kundery film Žert.
Ve filmu Maryša titulní roli Maryši Lízalové vytvořila Jiřina Štěpničková, mlynáře Filipa Vávru ztělesnil Jaroslav Vojta a Francka Horáka Vladimír Borský. Premiéra proběhla 1. listopadu 1935. Film byl uveden na IV. MFF v Benátkách v roce 1936 a získal tam několik ocenění pro hlavní herečku Jiřinu Štěpničkovou, která upoutala svým specifickým psychologickým stylem herectví.
Ve Vlčnově je také umístěna sbírka fotografií z natáčení.

## Herci
- Jiřina Štěpničková (Maryša)
- František Kovářík (Lízal)
- Hermína Vojtová (Lízalka)
- Jaroslav Vojta (starý Vávra)
- Vladimír Borský (Francek)